# Cabo Fairweather
O Cabo Fairweather é um cabo na Península Antártica com 705 metros de altura, quase totalmente coberto por gelo, com a exceção de rochedos expostos em seus lados leste e sudeste. Ele está localizado na metade do caminho entre a Geleira Drygalski e a Geleira Evans, na costa leste da Terra de Graham, e divide a Costa de Nordenskjöld, ao norte, da Costa de Óscar II, ao sul. Ele foi mapeado em 1947, pela Expedição Antártica Britânica, que o batizou em homenagem a Alexander Fairweather, capitão da baleeira Balaena, que operou ao longo da costa nordeste da Península Antártica em 1892–1893.